# Резолюция Совета Безопасности ООН 1035
Резолюция Совета Безопасности Организации Объединённых Наций 1019 (код — S/RES/1019), принятая 21 декабря 1995 года, сославшись на резолюцию 1031 (1995) и Дейтонские соглашения, Совет санкционировал создание сил гражданской полиции ООН, известных как Международная полицейская оперативная группа (МПТО), для выполнения задач в соответствии с соглашением. Она входила в состав Миссии ООН в Боснии и Герцеговине.
МФТП должна была быть создана на период в один год с момента передачи полномочий от Сил ООН по защите к многонациональным Силам по осуществлению (IFOR). Полицейская оперативная группа и гражданский офис будут находиться в ведении Генерального секретаря ООН под руководством Высокого представителя по Боснии и Герцеговине.
Генеральному секретарю было предложено представлять отчеты о работе МГПС и гражданского офиса каждые три месяца.
В соответствии с докладом Генерального секретаря Бутроса Бутроса-Гали, первоначальная численность МФТП должна была составить 1721 человек.